# Une statue pour père
Une statue pour père (titre original : A Statue for Father) est une nouvelle de science-fiction d'Isaac Asimov, parue en février 1959 dans le magazine Satellite Science Fiction (en) et publiée en langue française dans le recueil Cher Jupiter.
Le titre original en était Bienfaiteur de l'Humanité, mais Asimov trouva une fois de plus que l'éditeur avait eu raison de le changer.

## Résumé
Le narrateur anonyme explique à un invité comment les recherches de son père sur le voyage temporel ont été un demi-succès : ils n'ont réussi qu'à ouvrir une minuscule fenêtre et à en extraire par hasard un nid de dinosaures. 
Cependant, cet échec scientifique s'est transformé en triomphe culinaire lorsque ces animaux devenus adultes se sont révélés le meilleur mets de la planète. Devenu richissime grâce à ce monopole, le fils ne semble pas trop regretter que son père, en définitive, n'ait pas été reconnu pour son dévouement à la science, mais pour sa contribution involontaire à la gastronomie.